# Angeliki Kanellopoulou
Angeliki Kanellopoulou (griechisch Αγγελική Κανελλοπούλου, * 18. Dezember 1965 in Athen) ist eine ehemalige griechische Tennisspielerin.

## Karriere
Während ihrer Tennislaufbahn erreichte sie ein WTA-Finale im Einzel.
1984 nahm sie am Demonstrationswettbewerb (Einzel) an den Olympischen Spielen in Los Angeles teil.
Von 1981 bis 1991 spielte sie für die griechische Fed-Cup-Mannschaft. Von ihren 43 Partien konnte sie 15 gewinnen.

## Erfolge

### Einzel

#### Finalteilnahme
| Nr. | Datum              | Turnier | Kategorie | Belag | Siegerin      | Ergebnis |
| --- | ------------------ | ------- | --------- | ----- | ------------- | -------- |
| 1.  | 21. September 1986 | Athen   | WTA       | Sand  | Sylvia Hanika | 5:7, 1:6 |

## Persönliches
Ihre Tochter Maria Sakkari ist ebenfalls Tennisprofi.